# Agatharchides (cráter)
Agatharchides es un cráter de impacto lunar ubicado en el extremo sur del Oceanus Procellarum, en la región entre comprendida entre el Mare Humorum y Mare Nubium. Al este-sureste se halla el cráter Bullialdus, y al sursudoeste se encuentra Loewy.

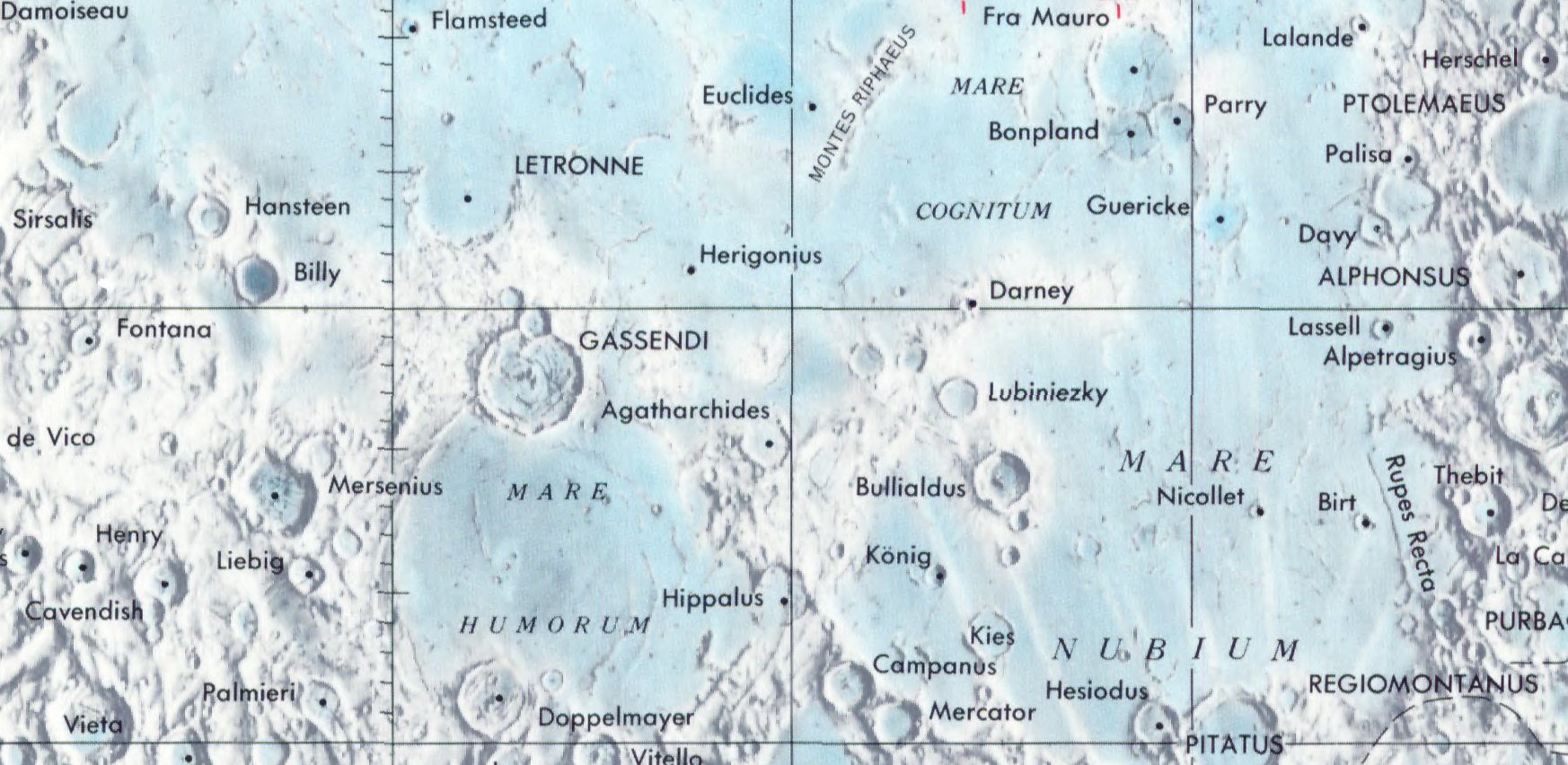
Localización de Agatharchides (en el centro de la imagen)

El interior del cráter ha sido inundado por la lava en el pasado, reconstituyendo su suelo. La pared exterior está muy dañada, por lo que varía considerablemente en altura, desde el nivel coincidente con el de la superficie hasta un máximo de 1,5 km. Las partes más intactas de la pared se encuentran en el este y el oeste-suroeste, mientras que el borde es casi inexistente hacia el norte y aparece muy dañado hacia el sur. Un pequeño cratercillo yace sobre el borde occidental. El suelo interior está marcado tan solo por unos pequeños impactos.
Debe su nombre al geógrafo de la Antigua Grecia Agatárquidas.

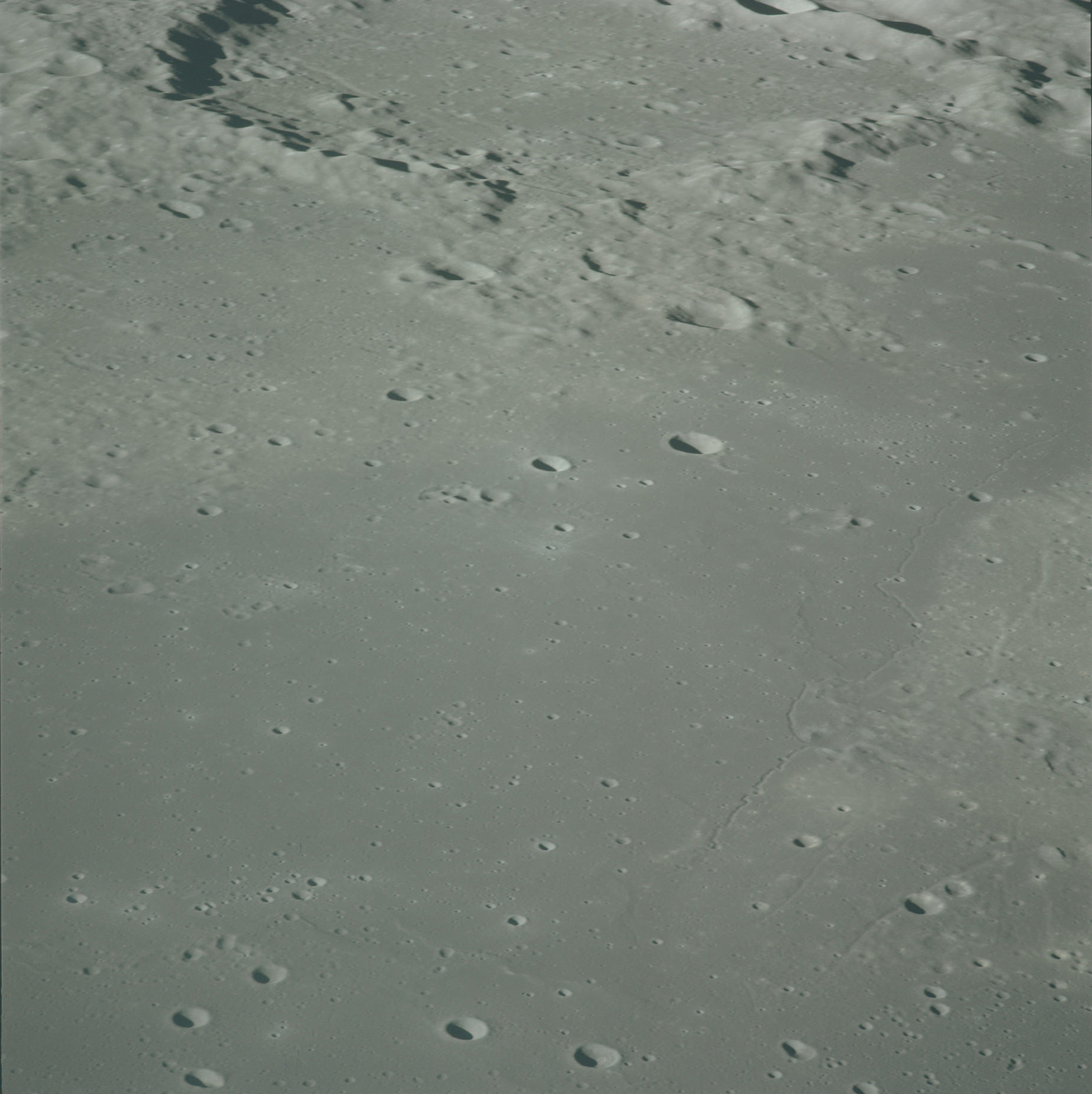
Fotografía de la misión Apolo 16

## Cráteres satélite
Por convención estos elementos son identificados en los mapas lunares poniendo la letra en el lado del punto medio del cráter que está más cercano a Agatharchides.
|               | \| Agatharchides \| Coordenadas \| Diámetro \| \| ------------- \| ------------------------------ \| -------- \| \| A \| 23°12′S 28°24′O / -23.2, -28.4 \| 16 km \| \| B \| 21°30′S 31°36′O / -21.5, -31.6 \| 7 km \| \| C \| 22°00′S 32°54′O / -22.0, -32.9 \| 12 km \| \| E \| 20°42′S 33°00′O / -20.7, -33.0 \| 15 km \| \| F \| 20°18′S 31°48′O / -20.3, -31.8 \| 6 km \| \| G \| 20°06′S 26°42′O / -20.1, -26.7 \| 6 km \| \| H \| 20°24′S 33°54′O / -20.4, -33.9 \| 15 km \| \| J \| 21°36′S 32°30′O / -21.6, -32.5 \| 13 km \| \| K \| 21°00′S 27°24′O / -21.0, -27.4 \| 11 km \| \| L \| 21°06′S 26°42′O / -21.1, -26.7 \| 8 km \| \| N \| 21°06′S 29°36′O / -21.1, -29.6 \| 22 km \| \| O \| 19°12′S 26°36′O / -19.2, -26.6 \| 5 km \| \| P \| 20°12′S 28°42′O / -20.2, -28.7 \| 66 km \| \| R \| 18°18′S 30°42′O / -18.3, -30.7 \| 5 km \| \| S \| 17°42′S 30°30′O / -17.7, -30.5 \| 3 km \| \| T \| 18°12′S 27°42′O / -18.2, -27.7 \| 5 km \| |          |
| Agatharchides | Coordenadas | Diámetro |
| A             | 23°12′S 28°24′O / -23.2, -28.4 | 16 km    |
| B             | 21°30′S 31°36′O / -21.5, -31.6 | 7 km     |
| C             | 22°00′S 32°54′O / -22.0, -32.9 | 12 km    |
| E             | 20°42′S 33°00′O / -20.7, -33.0 | 15 km    |
| F             | 20°18′S 31°48′O / -20.3, -31.8 | 6 km     |
| G             | 20°06′S 26°42′O / -20.1, -26.7 | 6 km     |
| H             | 20°24′S 33°54′O / -20.4, -33.9 | 15 km    |
| J             | 21°36′S 32°30′O / -21.6, -32.5 | 13 km    |
| K             | 21°00′S 27°24′O / -21.0, -27.4 | 11 km    |
| L             | 21°06′S 26°42′O / -21.1, -26.7 | 8 km     |
| N             | 21°06′S 29°36′O / -21.1, -29.6 | 22 km    |
| O             | 19°12′S 26°36′O / -19.2, -26.6 | 5 km     |
| P             | 20°12′S 28°42′O / -20.2, -28.7 | 66 km    |
| R             | 18°18′S 30°42′O / -18.3, -30.7 | 5 km     |
| S             | 17°42′S 30°30′O / -17.7, -30.5 | 3 km     |
| T             | 18°12′S 27°42′O / -18.2, -27.7 | 5 km     |